# Juan Alfonso de Polanco
Juan Alfonso de Polanco (ur. 24 grudnia 1517 w Burgos, zm. 20 grudnia 1576 w Rzymie) – hiszpański jezuita, historyk, archiwista i sekretarz Ignacego Loyoli. Po śmierci Ignacego był też sekretarzem dwóch następnych generałów Towarzystwa Jezusowego, Diego Layneza i Franciszka Borgiasza.

## Biografia

### Młodość i wykształcenie

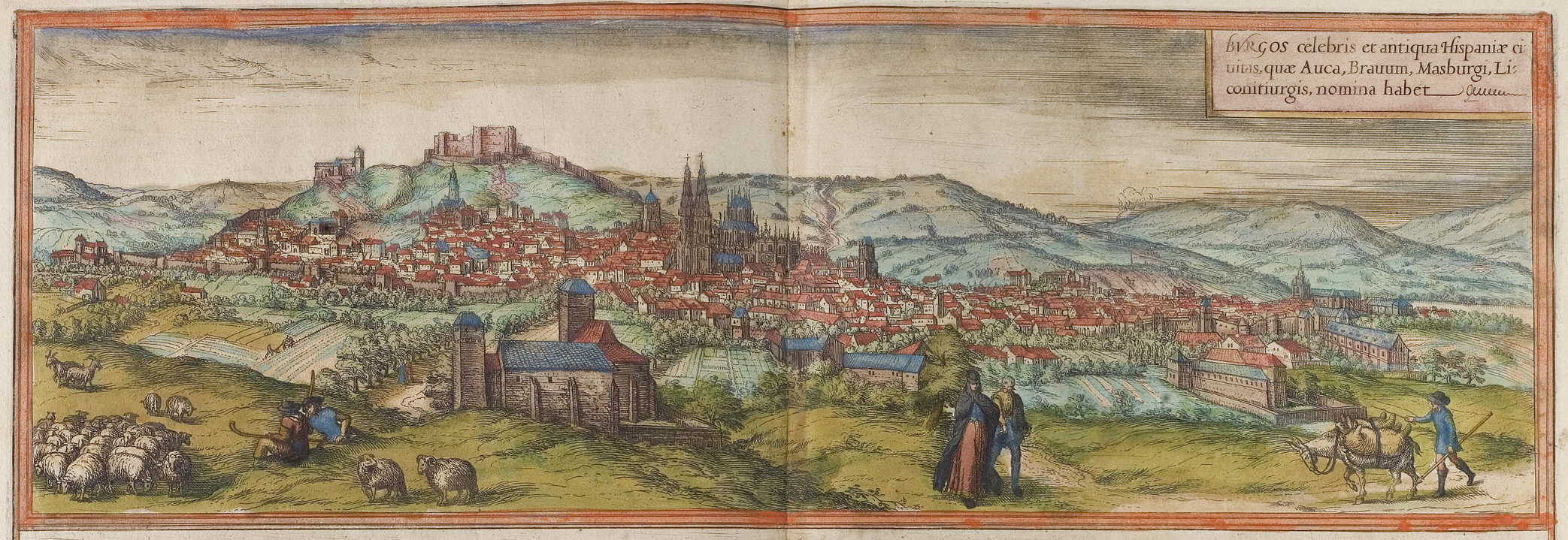
Miasto Burgos w XVI wieku. Rycina z Civitates Orbis Terrarum.

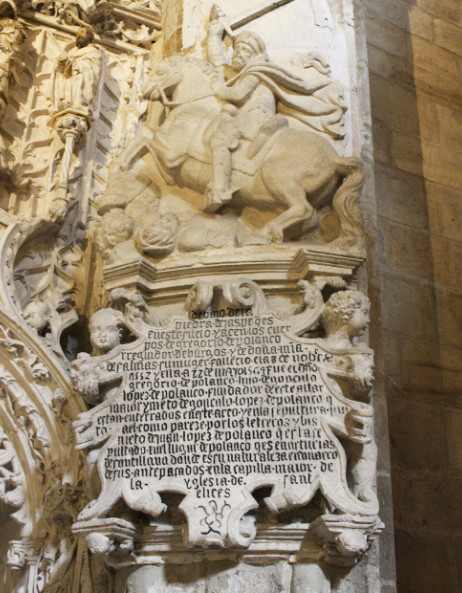
Tablica upamiętniająca ojca Juana Alfonso de Polanco

Urodził się we wpływowej i zamożnej rodzinie w mieście Burgos, należącym do Królestwa Hiszpanii za panowania Karola I Habsburga. Jego przodkowie byli konwertytami, którzy porzucili judaizm i nawrócili się na katolicyzm. Ojcem Juana był Grzegorz de Polanco radny miejski miasta Burgos, a jego matką była Maria de Salinas. Juan był spokrewniony z biskupem Burgos, Pawłem de Santa Maria, który przed przyjęciem chrztu był rabinem. Kiedy Juan miał trzynaście lat, zaczął edukację w kolegium przyuniwersyteckim Uniwersytetu Paryskiego, gdzie studiował sztuki wyzwolone, po czym podjął studia i uzyskał tytuł magistra. Wujek Juana Alfonso został później rektorem tego uniwersytetu. Juan zetknął się na paryskiej uczelni z towarzyszami Ignacego, na przykład z takimi jak Piotr Faber, Nicolás Bobadilla, Alfonso Rodriguez i Franciszek Ksawery. Po studiach podjął pracę urzędniczą w Kurii Rzymskiej, jako tak zwany „scriptor apostolicus” w roku 1541. Dzięki doświadczeniu, jakie nabył na tym stanowisku, uczestniczył później w reformie Datarii Apostolskiej za pontyfikatu Piusa V. Nabycie praktyki kancelaryjnej i poznanie środowiska Kurii Rzymskiej wykorzystał później jako sekretarz Towarzystwa Jezusowego. Do Towarzystwa Jezusowego wstąpił w roku 1541 po odbyciu rekolekcyjnych ćwiczeń duchowych prowadzonych przez Diego Layneza. Decyzja o porzuceniu prestiżowej funkcji notariusza w Kurii i dołączeniu do nowo powstałego Towarzystwa Jezusowego w wieku 24 lat nie spodobała się jego rodzicom, którzy byli kupcami i inaczej widzieli jego przyszłość. Po wstąpieniu do Towarzystwa Jezusowego podjął studia teologiczne na Uniwersytecie w Padwie, gdzie uczył się cztery lata. Podczas studiów w Padwie zaprzyjaźnił się z Piotrem de Rivandeneirem, który był hiszpańskim jezuitą, historykiem i biografem.

### Działalność jako sekretarz Towarzystwa Jezusowego
Ignacy Loyola ustanowił Juana sekretarzem w roku 1547. Juan Alfonso de Polanco jako sekretarz sporządzał obiegowe listy dla jezuitów, które dotyczyły działalności Towarzystwa Jezusowego. Z siedmiu tysięcy zachowanych listów Ignacego, prawie wszystkie są datowane na okres urzędowania Polanco jako sekretarza. Wiele z tych listów było napisane przez Juana na polecenie Ignacego Loyoli. Przetłumaczył też Konstytucję Towarzystwa Jezusowego z hiszpańskiego na łacinę, a także pomagał Ignacemu Loyoli w jej napisaniu. Wcześniej napisał „Industrias”, które było wstępnym projektem do konstytucji. Ignacy Loyola również polecił Juanowi sporządzenie podręcznika dla jezuickich spowiedników. Nazwa podręcznika to „Breve directorium ad confessarii ac confitentis munus recte obeundum”. Była to pierwsza jezuicka książka dotycząca sakramentu spowiedzi. Podręcznik został najpierw wydrukowany w Rzymie, a następnie w Leuven na początku roku 1554. Wikariusz papieski zachęcał de Polanco do oddania manuskryptu do druku, a także chciał, aby dzieło służyło ogółowi duchowieństwa, a nie tylko jezuitom. Ignacy Loyola chciał, aby wszyscy jezuiccy spowiednicy posiadali własną kopię podręcznika de Polanco. Podręcznik cieszył się dużą popularnością aż do końca XVI wieku, kiedy zaczęto korzystać z podręcznika innego jezuity, Franciszka Toledo „Instructio sacerdotum ac poenitentium”. Juan Alfonso de Polanco był zwolennikiem częstego przystępowania do spowiedzi i przyjmowania Komunii Świętej. Juanowi de Polanco również zdarzyło się pełnić funkcję sędziego w rozstrzyganiu wewnętrznych sporów w Towarzystwie Jezusowym. Sekretarz odgrywał rolę sędziego podczas procesu Simão Rodriguesa. Portugalski jezuita był bowiem winny promowaniu kontrowersyjnych praktyk jak pokuta poprzez samobiczowanie się na ulicy. Jezuici byli też powołani przez papieża jako jego wysłannicy i negocjatorzy. Juan Alfonso de Polanco podróżował razem w tym celu ze swoim generałem Diego Laynezem. Razem z Laynezem z polecenie papieża Piusa V pośredniczyli w rozmowach między Księstwem Toskanii a Państwem Kościelnym na dworze Kosmy I z rodu Medyceuszy. Nadal, Polanco i Laynez razem udali się na kolokwium w Poissy w 1561 i na ostatnie posiedzenie soboru trydenckiego w latach 1562–1563. Polanco towarzyszył też Franciszkowi Borgiaszowi w jego podróży z Włoch do Francji. Podczas drogi powrotnej oboje zachorowali, jednak lekarze z Maceraty uznali, że stan Franciszka jest dobry i pozwolili Borgiaszowi na kontynuowanie drogi, po czym ten zmarł dwa dni później. Juan Alfonso był też archiwistą i twórcą Archivum Romanum Societas Iesu. Przyjaciel Juana, Piotr de Rivandeneira powiedział, że: „Wydawało się, że Polanco dźwiga na swoich barkach całe Towarzystwo [Jezusowe]”. Według amerykańskiego profesora, historyka i jezuity, Johna Williama O’Malleya, Juan Alfonso de Polanco i Hieronim Nadal odegrali znaczną rolę w Towarzystwie Jezusowym i nadali mu kształt.

### Ostatnie lata życia i śmierć

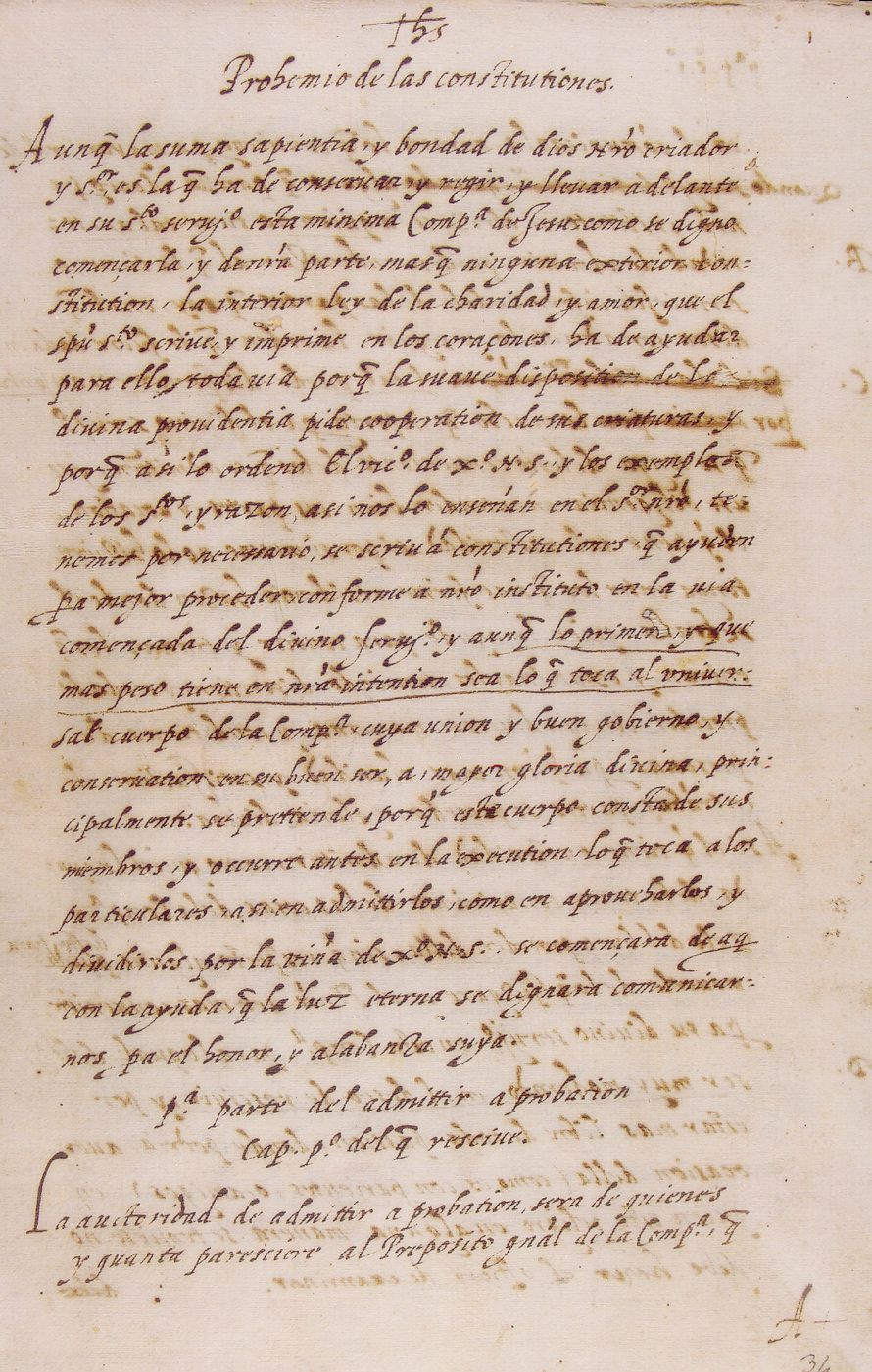
Preambuła konstytucji Towarzystwa Jezusowego

Po śmierci Franciszka Borgiasza Polanco miał dużą szansę na zostanie czwartym generałem Towarzystwa Jezusowego. Papież Grzegorz XIII miał jednak inny plan i ingerując w sprawy wewnętrzne Towarzystwa Jezusowego, wymusił, aby kolejnym generałem nie był Hiszpan. Pomijając te czynniki zewnętrzne, wybór Polanco na generała wydawał się oczywisty, ponieważ Hiszpanie dominowali liczebnie w Kongregacji Generalnej. W Kongregacji Generalnej Hiszpanie, Portugalczycy i Włosi rywalizowali między sobą. Portugalczycy sabotowali wybór Polanco na generała, a Leão Henriques, który był odpowiedzialny za donoszenie listów króla Hiszpanii do Rzymu, przyznał się, że lobbował tam za wprowadzeniem legislacji, która uniemożliwiałaby jezuitom o pochodzeniu żydowskim piastowanie urzędu generała. Żydowskie pochodzenie Polanco zostało wykorzystane jako argument przeciw jego elekcji. Kolejnym generałem został Belg Everard Mercurian. Juan Alfonso de Polanco i inni jezuici pochodzenia żydowskiego zostali pozbawieni stanowisk przez belgijskiego generała. Po usunięciu de Polanco z jego stanowiska nowym sekretarzem został Antonio Possevino. Nowy sekretarz Antonio Possevino również pochodził z rodziny konwertytów, jednakże potrafił skrzętnie ukryć ten fakt. Afera wokół potencjalnej elekcji Polanco była pierwszym krokiem ku ograniczaniu pozycji potomków nawróconych żydów. Proces ten przypieczętował piąty generał Claudio Acquaviva, który w 1593 zakazał konwertytom wchodzenia w szeregi Towarzystwa Jezusowego. Dzięki usunięciu ze stanowiska sekretarza Towarzystwa Jezusowego, Polanco mógł poświęcić się działalności pisarskiej. Pod koniec swojego życia podyktował „Chronicon Societas Jesu”, czyli Kronikę Towarzystwa Jezusowego życia. Juan Alfonso de Polanco napisał kronikę na prośbę czwartego generała Towarzystwa Jezusowego, Everarda Mercuriana. Kronika ta opowiada dzieje Towarzystwa Jezusowego, począwszy od roku 1537 aż do śmierci Ignacego Loyoli w roku 1556. Innym dziełem napisanym przez Polanco pod koniec jego życia było „Methodus ad eos adiuvandos qui moriuntur: ex complurium doctorum ac piorum scriptis, diuturnoque usu, et observatione collecta”, czyli podręcznik dla kapłanów dokonujących ostatnich namaszczeń osób umierających. Juan Alfonso de Polanco zmarł w roku 1576 w Rzymie.

## Twórczość
- Constitutions, 1558
- Breve directorium ad confessarii ac confitentis munus recte obeundum, 1554
- Chronicon Societatis Iesus, 1574
- Methodus ad eos adjuvandos qui moriuntur ex complurium Doctorum ac piorum scriptis diuturnoque usu et observatione collecta, 1575